# Boarmia ectropodes
Boarmia ectropodes is een vlinder uit de familie van de spanners (Geometridae). De wetenschappelijke naam van de soort is voor het eerst geldig gepubliceerd in 1913 door Louis Beethoven Prout.